# Stiepnoj (rejon chajbulliński)
Stiepnoj (ros. Степной) – wieś (sieło) w Rosji, w Baszkortostanie, w rejonie chajbullińskim. W 2010 liczyła 756 mieszkańców.